# Mycetina humerosignata
Mycetina humerosignata là một loài bọ cánh cứng trong họ Endomychidae. Loài này được Nakane miêu tả khoa học năm 1968.